# Hipoklorova kislina
Hipoklorova kislina (pravilneje klorova(I) kislina, formula HOCl) je kislina, ki je neobstojna, saj na svetlobi razpade na klor in vodo. Njene soli imenujemo klorati ali hipoklori.